# El Fresno (Guanajuato)
El Fresno es una localidad del estado mexicano de Guanajuato. Es parte del municipio de Jerécuaro.

## Demografía
| Gráfica de evolución demográfica |
|                                  |

| Censo | Población |
| ----- | --------- |
| 1900  | 426       |
| 1910  | 758       |
| 1921  | 593       |
| 1930  | 562       |
| 1940  | 927       |
| 1950  | 1 057     |
| 1960  | 796       |
| 1970  | 1 044     |
| 1980  | 1 082     |
| 1990  | 1 371     |
| 2000  | 1 262     |
| 2010  | 1 226     |
| 2020  | 1 107     |